# سیتروئن بیجو
سیتروئن بیجو (Citroën Bijou) خودرویی است که در سال‌های ۱۹۵۹ تا ۱۹۶۴> ۲۰۷ دستگاه از آن در انگلستان تولید شده‌است.
موتور آن ۴۲۵ سی‌سی و سیستم جعبه‌دندهٔ آن ۴ دنده به صورت دستی است.

## نگارخانه

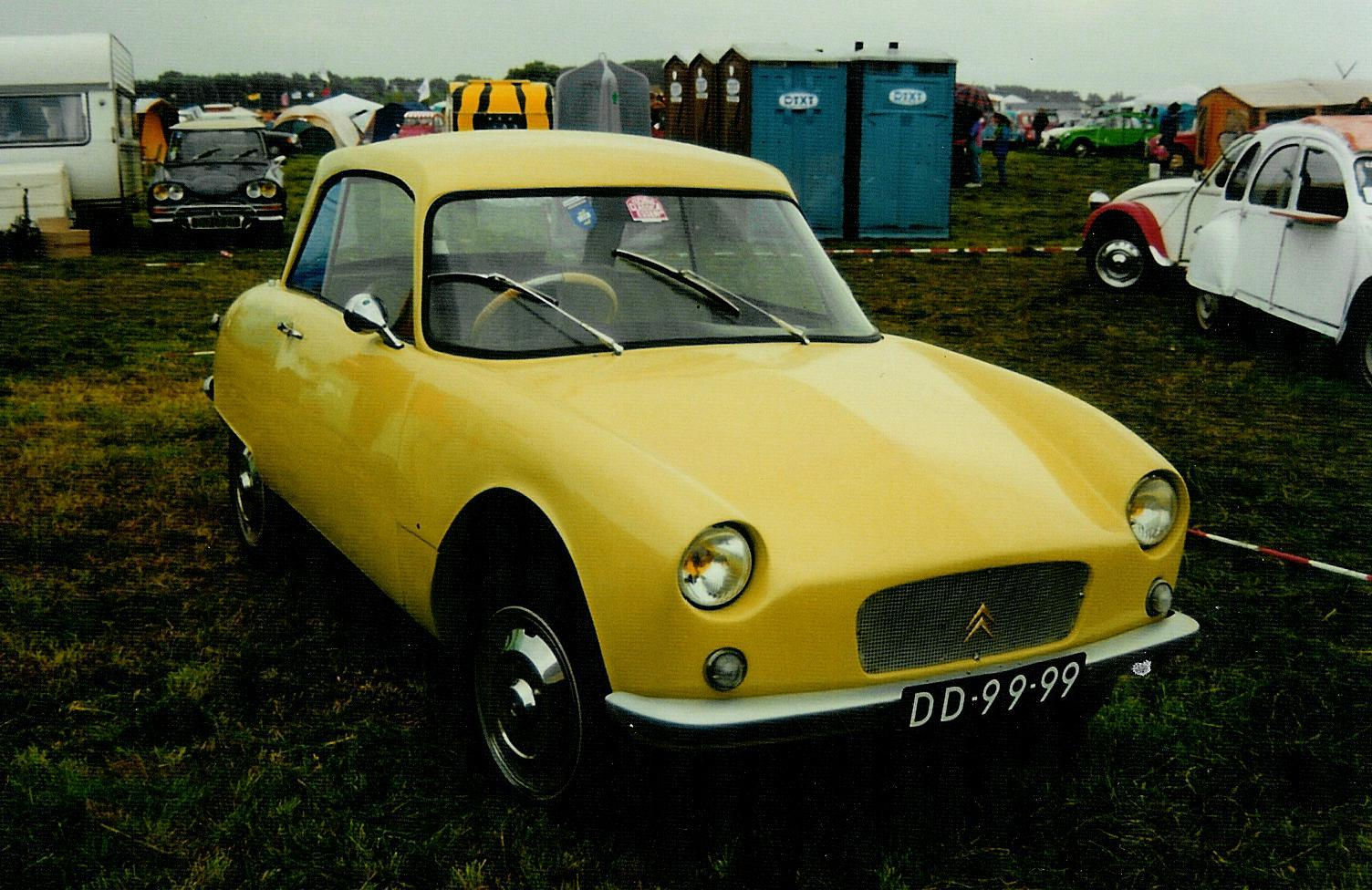
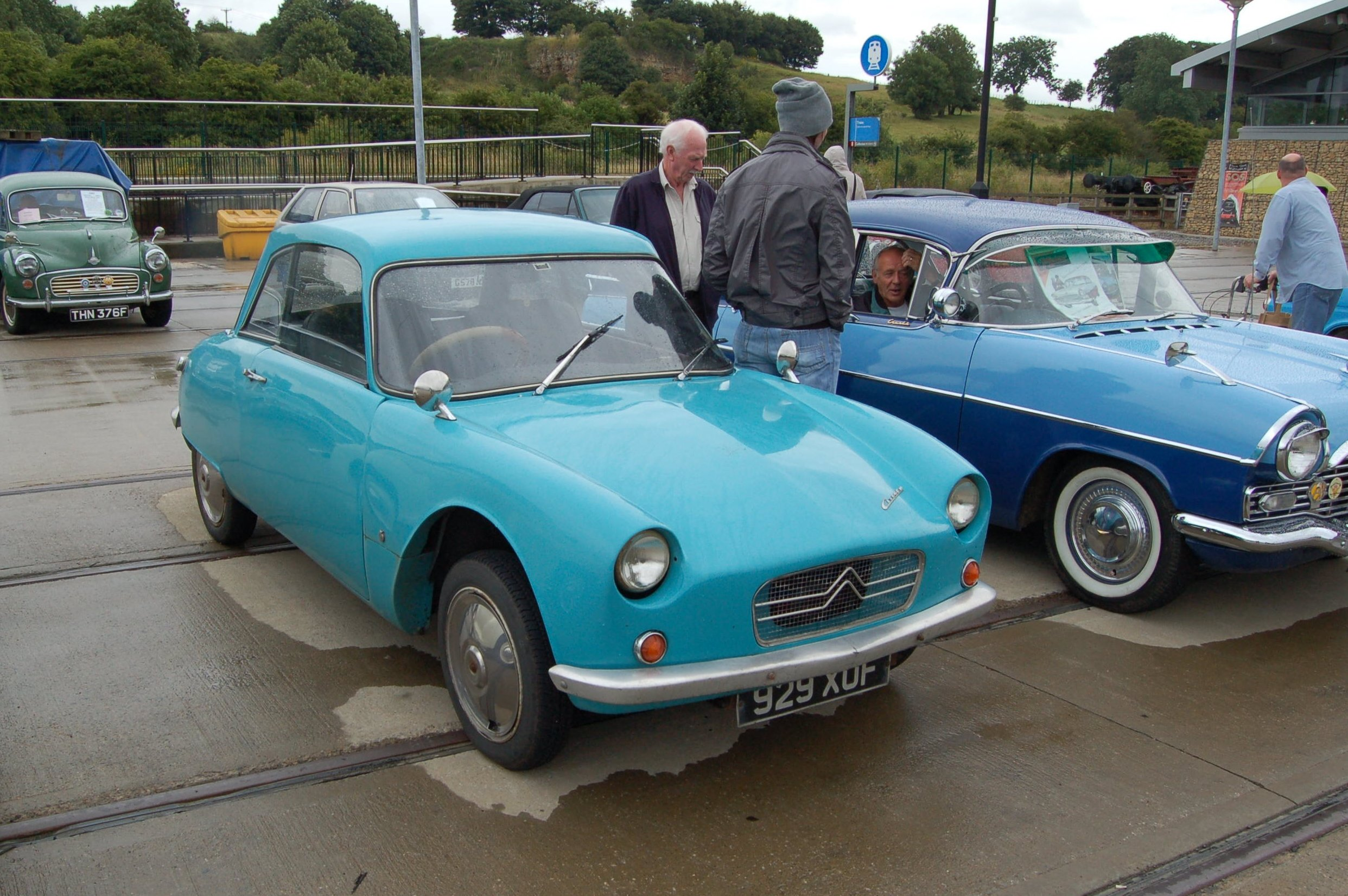
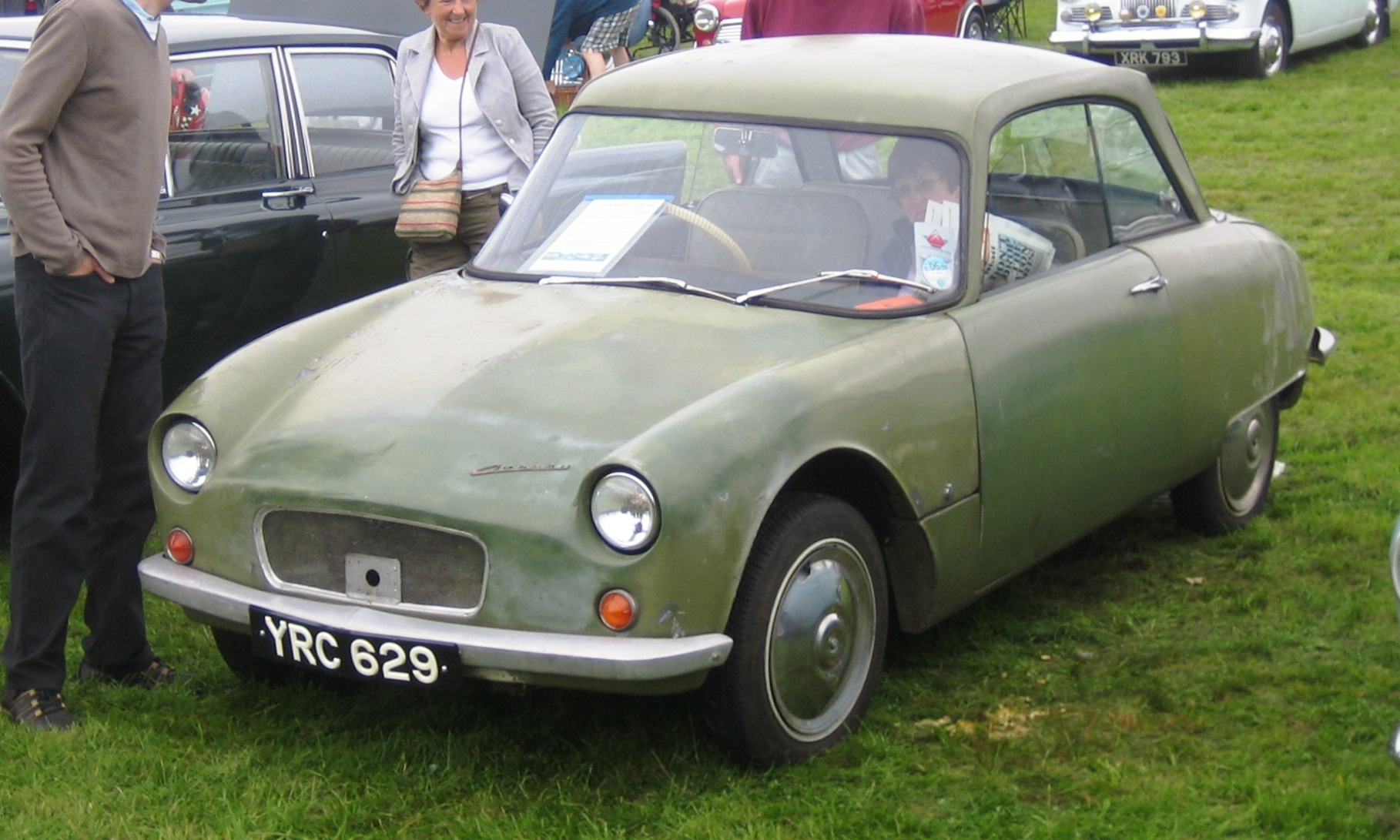